# Discografia de Seventeen
A discografia do boy group sul-coreano Seventeen, é composta por um álbum de estúdio, dois extended play e seis singles. Seventeen lançou seu extended play, intitulado 17 Carat, em 29 de maio de 2015. Alcançando a #9 posição no Billboard's World Albums uma semana após o seu lançamento. Seu segundo extended play, Boys Be, foi lançado em setembro do mesmo ano. O álbum estreou no número um no Billboard's World Albums Chart. O primeiro álbum de estúdio do grupo, Love & Letter, foi lançado 25 de abril de 2016, alcançando a #1 posição no Oricon Weekly Pop Album Charts.

## Álbuns

### Álbuns de estúdio
| Título                                                                                   | Detalhes do álbum | Melhores posições nas paradas | Melhores posições nas paradas | Melhores posições nas paradas | Melhores posições nas paradas | Melhores posições nas paradas | Melhores posições nas paradas | Melhores posições nas paradas | Vendas                                                     |
| Título                                                                                   | Detalhes do álbum | KOR                           | JPN                           | JPN Hot.                      | TW                            | US Heat.                      | US Ind                        | US World                      | Vendas                                                     |
| ---------------------------------------------------------------------------------------- | --- | ----------------------------- | ----------------------------- | ----------------------------- | ----------------------------- | ----------------------------- | ----------------------------- | ----------------------------- | ---------------------------------------------------------- |
| Love & Letter                                                                            | - Lançamento: 25 de Abril de 2016 - Gravadora: Pledis Entertainment, LOEN Entertainment - Formatos: CD, digital download                                   | 1                             | 8                             | —                             | 4                             | 5                             | 42                            | 3                             | - KOR: 327,749 - JPN: 69,672 - US: 1,000                   |
| Love & Letter                                                                            | - Re-lançamento: 4 de Julho de 2016 (Love & Letter Repackage Album) - Gravadora: Pledis Entertainment, LOEN Entertainment - Formatos: CD, digital download | 1                             | 6                             | —                             | 3                             | —                             | —                             | —                             | - KOR: 327,749 - JPN: 69,672 - US: 1,000                   |
| Teen, Age                                                                                | - Lançamento: 6 de Novembro de 2017 - Gravadora: Pledis Entertainment, LOEN Entertainment - Formatos: CD, digital download                                 | 1                             | 5                             | 25                            | 1                             | 8                             | 41                            | 1                             | - KOR: 365,442 - JPN: 63,992                               |
| An Ode                                                                                   | - Lançamento: 16 de Setembro de 2019 - Gravadora: Pledis Entertainment, LOEN Entertainment - Formatos: CD, digital download, SMC                           | 1                             | 1                             | 7                             |                               | 25                            | —                             | 7                             | - KOR: 1,044,609 - JPN: 236,393 (Phy.) - JPN: 2,085 (Dig.) |
| "—" indica lançamentos que não figuraram nas paradas ou não foram lançados nessa região. | |                               |                               |                               |                               |                               |                               |                               |                                                            |

### Extended plays
| Título           | Detalhes do álbum                                                                                       | Melhores posições nas paradas | Melhores posições nas paradas | Melhores posições nas paradas | Melhores posições nas paradas | Vendas                                    |
| Título           | Detalhes do álbum                                                                                       | KOR                           | JPN                           | TW                            | US World                      | Vendas                                    |
| ---------------- | --- | ----------------------------- | ----------------------------- | ----------------------------- | ----------------------------- | ----------------------------------------- |
| 17 Carat         | - Lançamento: 29 de maio de 2015 - Gravadora: Pledis Entertainment - Formatos: CD, digital download     | 4                             | 263                           | 17                            | 8                             | - KOR: 63,778+ - JPN: 248+                |
| Boys Be          | - Lançamento: 10 de setembro de 2015 - Gravadora: Pledis Entertainment - Formatos: CD, digital download | 2                             | 35                            | 7                             | 1                             | - KOR: 142,673+                           |
| Going Seventeen  | - Lançamento: 05 de dezembro de 2016 - Gravadora: Pledis Entertainment - Formatos: CD, digital download | 1                             | 4                             | 1                             | 3                             | - KOR: 264,027+ - JPN: 56,707             |
| Al1              | - Lançamento: 22 de maio de 2017 - Gravadora: Pledis Entertainment - Formatos: CD, digital download     | 1                             | 6                             | 1                             | 2                             | - KOR: 259,364+ - JPN: 30,805 - US: 2,000 |
| You Make My Day  | - Lançamento: 16 de julho de 2018 - Gravadora: Pledis Entertainment - Formatos: CD, digital download    | 1                             | 4                             | 1                             | 3                             | - KOR: 264,027+ - JPN: 56,707             |
| You Made My Dawn | - Lançamento: 21 de janeiro de 2019 - Gravadora: Pledis Entertainment - Formatos: CD, digital download  | 1                             | 4                             | 1                             | 3                             | - KOR: 264,027+ - JPN: 56,707             |
| Heng:garæ        | - Lançamento: 22 de junho de 2020 - Gravadora: Pledis Entertainment - Formatos: CD, digital download    | 1                             | 4                             | 1                             | 3                             | - KOR: 264,027+ - JPN: 56,707             |
| Your Choice      | - Lançamento: 18 de junho de 2021 - Gravadora: Pledis Entertainment - Formatos: CD, digital download    | 1                             | 4                             | 1                             | 3                             | - KOR: 264,027+ - JPN: 56,707             |
| Attacca          | - Lançamento: 22 de outubro de 2021 - Gravadora: Pledis Entertainment - Formatos: CD, digital download  | 1                             | 4                             | 1                             | 3                             | - KOR: 264,027+ - JPN: 56,707             |

## Singles
| Title                                                                        | Year    | Peak chart positions | Peak chart positions | Peak chart positions | Peak chart positions | Sales                       | Album                |         |
| Title                                                                        | Year    | KOR                  | KOR Hot.             | JPN Hot.             | US World             | Sales                       | Album                |         |
| Coreano                                                                      | Coreano | Coreano              | Coreano              | Coreano              | Coreano              | Coreano                     | Coreano              | Coreano |
| ---------------------------------------------------------------------------- | ------- | -------------------- | -------------------- | -------------------- | -------------------- | --------------------------- | -------------------- | ------- |
| "Adore U" (아낀다)                                                           | 2015    | —                    | —                    | —                    | 13                   | - KOR: 34,389+              | 17 Carat             |         |
| "Mansae" (만세)                                                              | 2015    | 94                   | —                    | —                    | 5                    | - KOR: 82,771+              | Boys Be (EP)         |         |
| "Pretty U" (예쁘다)                                                          | 2016    | 11                   | —                    | —                    | 4                    | - KOR: 388,811+             | Love & Letter        |         |
| "Very Nice" (아주 Nice)                                                      | 2016    | 22                   | —                    | —                    | 2                    | - KOR: 300,805+             | Love & Letter        |         |
| "Boom Boom" (붐붐)                                                           | 2016    | 16                   | —                    | —                    | 5                    | - KOR: 178,168+             | Going Seventeen      |         |
| "Don't Wanna Cry" (울고 싶지 않아)                                           | 2017    | 12                   | 1                    | —                    | 3                    | - KOR: 342,539+ - US: 3,000 | Al1                  |         |
| "Clap" (박수)                                                                | 2017    | 11                   | 3                    | 50                   | 4                    | - KOR: 155,875+             | Teen, Age            |         |
| "Thanks" (고맙다)                                                            | 2018    | 19                   | 14                   | —                    | 4                    |                             | Director's Cut       |         |
| "Oh My!" (어쩌나)                                                            | 2018    | 15                   | 2                    | 38                   | 6                    |                             | You Make My Day      |         |
| Japonês                                                                      |         |                      |                      |                      |                      |                             |                      |         |
| "Call Call Call!"                                                            | 2018    | —                    | —                    | 28                   | 16                   |                             | We Make You          |         |
| Chinês                                                                       |         |                      |                      |                      |                      |                             |                      |         |
| "Oh My! (怎麼辦)"                                                            | 2018    | —                    | —                    | —                    | —                    |                             | Lançamento sem álbum |         |
| "—" denotes releases that did not chart or were not released in that region. |         |                      |                      |                      |                      |                             |                      |         |

## Trilhas sonoras
| Título                             | Ano  | Membro | Álbum                       |
| ---------------------------------- | ---- | ------ | --------------------------- |
| "Sickness" (com Eunwoo do Pristin) | 2016 | Vernon | Love Revolution Webtoon OST |

## Outras canções cartografadas
| Título                                                                                   | Ano  | Melhores posições nas paradas | Melhores posições nas paradas | Vendas         | Álbum                     |
| Título                                                                                   | Ano  | KOR Gaon Chart                | US Billboard World            | Vendas         | Álbum                     |
| ---------------------------------------------------------------------------------------- | ---- | ----------------------------- | ----------------------------- | -------------- | ------------------------- |
| "20"                                                                                     | 2015 | —                             | —                             | - KOR: 4,304+  | 17 Carat                  |
| "Fronting" (표정관리)                                                                    | 2015 | —                             | 21                            | - KOR: 6,223+  | Boys Be                   |
| "When I Grow Up (어른이 되면)                                                            | 2015 | —                             | —                             | - KOR: 6,219+  | Boys Be                   |
| "OMG"                                                                                    | 2015 | —                             | 23                            | - KOR: 4,865+  | Boys Be                   |
| "Rock"                                                                                   | 2015 | —                             | 19                            | - KOR: 6,365+  | Boys Be                   |
| "Still Lonely" (이놈의 인기)                                                             | 2016 | 122                           | —                             | - KOR: 24,322+ | Love & Letter             |
| "Say Yes"                                                                                | 2016 | 124                           | —                             | - KOR: 23,640+ | Love & Letter             |
| "Drift Away" (떠내려가)                                                                  | 2016 | 127                           | —                             | - KOR: 23,609+ | Love & Letter             |
| "Chuck" (엄지척)                                                                         | 2016 | 128                           | —                             | - KOR: 22,523+ | Love & Letter             |
| "Love Letter" (사랑쪽지)                                                                 | 2016 | 131                           | —                             | - KOR: 22,488+ | Love & Letter             |
| "Hit Song" (유행가)                                                                      | 2016 | 140                           | —                             | - KOR: 20,665+ | Love & Letter             |
| "Adore U (Vocal Team Ver.)" (아낀다)                                                     | 2016 | 158                           | —                             | - KOR: 17,736+ | Love & Letter             |
| "Mansae (Hip Hop Team Ver.)" (만.세)                                                     | 2016 | 160                           | —                             | - KOR: 17,455+ | Love & Letter             |
| "Shining Diamond (Performance Team Ver.)"                                                | 2016 | 188                           | —                             | - KOR: 14,344+ | Love & Letter             |
| "No F.U.N."                                                                              | 2016 | 109                           | 7                             | - KOR: 19,102+ | Love & Letter (Repackage) |
| "Healing" (힐링)                                                                         | 2016 | 92                            | 9                             | - KOR: 21,749  | Love & Letter (Repackage) |
| "Simple"                                                                                 | 2016 | 96                            | 8                             | - KOR: 23,070  | Love & Letter (Repackage) |
| "Can't See The End" (끝이 안보여)                                                        | 2016 | 104                           | 15                            | - KOR: 20,892+ | Love & Letter (Repackage) |
| "—" indica lançamentos que não figuraram nas paradas ou não foram lançados nessa região. |      |                               |                               |                |                           |

## Vídeos musicais
| Titulo                             | Ano  | Diretor(es)             |
| ---------------------------------- | ---- | ----------------------- |
| "Adore U" (아낀다)                 | 2015 | Dee Shin                |
| "Mansae" (만세)                    | 2015 | Im Seong-gwan           |
| "Pretty U" (예쁘다)                | 2016 | Shin Hui-won            |
| "Very Nice" (아주 Nice)            | 2016 | Digipedi                |
| "Check In"                         | 2016 | Jo Beomjin (VM Project) |
| "Boom Boom" (붐붐)                 | 2016 | Yoo Sung-kyun           |
| "Highlight"                        | 2016 | Yoo Sung-kyun           |
| "Don't Wanna Cry" (울고 싶지 않아) | 2017 | Jo Beomjin (VM Project) |
| "Change Up"                        | 2017 | Jo Beomjin (VM Project) |
| "Trauma"                           | 2017 | Jo Beomjin (VM Project) |
| "Lilili Yabbay" (13월의 춤)        | 2017 | Jo Beomjin (VM Project) |
| "Pinwheel" (바람개비)              | 2017 | Jo Beomjin (VM Project) |
| "Clap" (박수)                      | 2017 | Jo Beomjin (VM Project) |
| "Thanks" (고맙다)                  | 2018 | Jo Beomjin (VM Project) |
| "Call Call Call"                   | 2018 | Digipedi                |
| "Oh My!" (어쩌나)                  | 2018 | Jo Beomjin (VM Project) |
| "Holiday"                          | 2018 | Jeon Wonwoo             |
| "Getting Closer" (숨이 차)         | 2018 | Jo Beomjin (VM Project) |
| "Home"                             | 2019 | Jo Beomjin (VM Project) |

1. ↑  «Here's What a 13-Member K-Pop Boy Band Looks Like: Watch 'Adore U' by Seventeen». Billboard. Consultado em 15 de maio de 2016
2. ↑  «World Music: Top World Albums Chart - Billboard». Billboard. Consultado em 21 de junho de 2015
3. ↑  «'괴물신인' 세븐틴 예판 돌풍에 '만세' ∙∙∙ '완판돌' 등극» (em coreano). newskorea. Consultado em 10 de setembro de 2015
4. ↑  «Seventeen Score First No. 1 on World Albums With 'Boys Be' EP». Consultado em 30 de julho de 2016
5. ↑  ehk38 (7 de maio de 2016). «SEVENTEEN Rises To First Place On Oricon Weekly Pop Album Chart». Soompi. Consultado em 30 de julho de 2016
6. ↑  «Gaon Album Chart». Gaon Music Chart (em coreano)
  - «Love & Letter». 30 de abril de 2016
  - «Love & Letter Repackage Album». 16 de julho de 2016
  - «Teen, Age». 11 de novembro de 2017
7. ↑  «Oricon Album Chart». Oricon Chart (em japonês)
  - «Love & Letter». 20 de junho de 2016
  - «Love & Letter Repackage». 1 de agosto de 2016
  - «Teen, Age». 20 de novembro de 2017
8. ↑  «Hot Albums» (em japonês). Billboard Japan. Consultado em 6 de junho de 2018
  - «Teen, Age». 20 de novembro de 2017
9. ↑  «FIVE-MUSIC Korea-Japan Album Chart» (em chinês). FIVE-MUSIC

To access, select the indicated week and year in the bottom-left drop-down menu:
  - Love & Letter (2016): "The 18th Week of 2016"
  - Love & Letter: Repackage Album (2016): "The 27th Week of 2016"
  - Teen, Age (2017): "The 45th Week of 2017"
10. ↑  «SEVENTEEN Chart History: Heatseekers Albums». Billboard. Consultado em 15 de outubro de 2017
11. ↑  «SEVENTEEN Chart History: Independent Albums». Billboard. Consultado em 12 de junho de 2017
12. ↑  «SEVENTEEN Chart History: World Albums». Billboard. Consultado em 25 de novembro de 2017
13. ↑  Cumulative sales of Love & Letter & Repackage Album: 205,790 + 121,959
  - «2016년 Album Chart». Gaon Music Chart (em coreano)
  - «2017년 12월 Album Chart». Gaon Music Chart (em coreano)
  - «2017년 11월 Album Chart». Gaon Music Chart (em coreano)
  - «2018년 7월 Album Chart». Gaon Music Chart (em coreano)
  - «2018년 8월 Album Chart». Gaon Music Chart (em coreano)
14. ↑  Cumulative sales of Love & Letter:
  - «月間 アルバムランキング (2016年05月09日付)». Oricon. 5 de maio de 2016. Cópia arquivada em 5 de maio de 2016
  - «週間 CDアルバムランキング (2016年05月16日付)». Oricon. 11 de maio de 2016. Arquivado do original em 11 de maio de 2016
  - «週間 CDアルバムランキング (201年05月23日付)». Oricon. 18 de maio de 2016. Arquivado do original em 18 de maio de 2016
  - «週間 CDアルバムランキング (2016年06月27日付)». Oricon. 22 de junho de 2016. Arquivado do original em 22 de junho de 2016
15. 1 2  «Seventeen Earn Biggest U.S. Sales Week Yet With 'Al1' EP». Billboard. Consultado em 2 de junho de 2017
16. ↑  Cumulative sales of Teen, Age:
  - «2017년 Album Chart». Gaon Music Chart (em coreano)
  - «2018년 8월 Album Chart». Gaon Music Chart (em coreano)
17. ↑  Cumulative sales of Teen, Age:
  - «週間 CDアルバムランキング (2017年11月)». Oricon. 13 de dezembro de 2017. Arquivado do original em 13 de dezembro de 2017
  - «週間 CDアルバムランキング (2017年12月)». Oricon. 10 de janeiro de 2018. Arquivado do original em 10 de janeiro de 2018
18. ↑  Cumulative sales of An Ode: 997,688 (CD) + 26,131 (Kit)

  - «2019년 09월 Album Chart (Kit)». Gaon Music Chart (em coreano). Consultado em 9 de abril de 2020
  - «2019년 Album Chart». Gaon Music Chart (em coreano). Consultado em 9 de abril de 2020
  - «2020년 Album Chart». Gaon Music Chart (em coreano). Consultado em 9 de janeiro de 2021
  - «2021년 03월 Album Chart». Gaon Music Chart (em coreano). Consultado em 8 de abril de 2021
  - «April 2021 Album Chart» (em coreano). Gaon Music Chart. Consultado em 5 de maio de 2021
19. ↑  Cumulative sales of An Ode:

  - «年間アルバムランキング　1位～25位». Oricon (em japonês). Consultado em 23 de dezembro de 2019. Cópia arquivada em 23 de dezembro de 2019
  - «月間 アルバムランキング (2019年12月度)». Oricon (em japonês). Consultado em 8 de janeiro de 2020. Arquivado do original em 8 de janeiro de 2020
  - «月間 アルバムランキング (2020年01月度)». Oricon (em japonês). Consultado em 12 de fevereiro de 2020. Arquivado do original em 12 de fevereiro de 2020
  - «週間　アルバムランキング (2020年03月23日付)». Oricon (em japonês). Arquivado do original em 18 de março de 2020
20. ↑  «週間 デジタルアルバムランキング – 2019年09月30日付». Oricon (em japonês). Arquivado do original em 25 de setembro de 2019
21. ↑  
«Gaon Album Chart». Gaon Chart (em coreano). Korea Music Content Industry Association. Consultado em 15 de setembro de 2015. Arquivado do original em 6 de janeiro de 2015
  - «17 Carat (2015)»
  - «Boys Be (2015)»
22. ↑  «週間　CDアルバムランキング - 2015年10月05日付 - ボーイズ・ビー». Oricon Style (em japonês). Oricon Inc. Consultado em 12 de dezembro de 2015
23. ↑  «FIVE-MUSIC Korea-Japan Album Chart» (em chinês). FIVE-MUSIC. Consultado em 12 de dezembro de 2015

To access, select the indicated week and year in the bottom-left drop-down menu:
  - 17 Carat (2015): "The 23rd Week of 2015"
  - Boys Be (2015): "The 38th Week of 2015"
24. ↑  «Top World Albums Chart». Billboard. Consultado em 15 de setembro de 2015
  - «17 Carat (2015)»
  - «Boys Be (2015)»
25. 1 2  2015년 Album Chart [2015 Album Chart]. Gaon Chart (em coreano). Consultado em 14 de fevereiro de 2016
26. ↑  «Gaon Digital Chart». Gaon Chart (em coreano). Korea Music Content Industry Association
  - «Mansae». 13–19 de setembro de 2015
  - «Pretty U». 24–30 de abril de 2016
  - «Very Nice». 3–9 de julho de 2016
  - «Boom Boom». 4–10 de dezembro de 2016
  - «Don't Wanna Cry». 21–27 de maio de 2017
  - «Clap». 5–11 de novembro de 2017
  - «Thanks». 4–10 de fevereiro de 2018
  - «Oh My!». 15–21 de julho de 2018
27. ↑  Kpop Hot 100:
  - The Kpop Hot 100 was discontinued beginning with the July 16, 2014 issue date. On the issue dated May 29 – June 4, 2017, the chart was re-established.
  - «Don't Wanna Cry». 4 de junho de 2017
  - «Clap». 19 de novembro de 2017
  - «Thanks». 25 de fevereiro de 2018
  - «Oh My!». 23 de julho de 2018
28. ↑  Japan Hot 100:
  - «SEVENTEEN Chart History: Japan Hot 100». Billboard. Consultado em 10 de dezembro de 2017
29. ↑  Billboard World Digital Songs
  - «Adore U». 27 de junho de 2015
  - «Mansae». 26 de setembro de 2015
  - «Pretty U». 11 de maio de 2016
  - «Very Nice». 23 de julho de 2016
  - «Boom Boom». 13 de dezembro de 2016
  - «Don't Wanna Cry». 10 de junho de 2017
  - «Clap». 14 de novembro de 2017
  - «Thanks». 17 de fevereiro de 2018
  - «Call Call Call!». 16 de junho de 2018
  - «Oh My!». 28 de julho de 2018
30. ↑  Cumulative sales of "Adore U":
  - «Gaon Download Chart May 24-May 30, 2015». Gaon Chart (em coreano). p. 3. Consultado em 3 de agosto de 2016
  - «Gaon Download Chart June 2015» (em coreano). p. 2. Consultado em 3 de agosto de 2016
31. ↑  Cumulative sales of "Mansae":
  - «Gaon Download Chart September 2015». Gaon Chart (em coreano). p. 2. Consultado em 3 de agosto de 2016
  - «Gaon Download Chart October 2015». Gaon Chart (em coreano). p. 4. Consultado em 3 de agosto de 2016
  - «Gaon Download Chart November 1- November 7, 2015». Gaon Chart (em coreano). p. 4. Consultado em 3 de agosto de 2016
  - «Gaon Download Chart April 24- April 30, 2016». Gaon Chart (em coreano). p. 4. Consultado em 3 de agosto de 2016
32. ↑  
Cumulative sales of "Pretty U":
  - «Cópia arquivada» 2016년 상반기 결산 Download Chart [First Half of 2016 Download Chart]. Gaon Chart. p. 2. Consultado em 3 de agosto de 2016. Arquivado do original em 12 de agosto de 2016
  - «Gaon Download Chart July 2016 (see # 180)». Gaon Chart (em coreano). p. 2. Consultado em 10 de agosto de 2016
  - «Gaon Download Chart August 2016 (see # 229)». Gaon Chart (em coreano). p. 3. Consultado em 9 de setembro de 2016
  - «Gaon Download Chart September 2016 (see #324)». Gaon Chart (em coreano). p. 4. Consultado em 8 de outubro de 2016
33. ↑  Cumulative sales of "Very Nice":
  - «Gaon Download Chart July 2016 (see #22)». Gaon Chart (em coreano). Consultado em 10 de agosto de 2016
  - «Gaon Download Chart August 2016 (see #78)». Gaon Chart (em coreano). Consultado em 8 de setembro de 2016
  - «Gaon Download Chart September 2016 (see #141)». Gaon Chart (em coreano). p. 2. Consultado em 8 de outubro de 2016
34. ↑  Cumulative sales of "Boom Boom":
  - «Gaon Download Chart 2016 Week 50 (see #7)». Gaon Chart (em coreano). Consultado em 15 de dezembro de 2016
  - «Gaon Download Chart 2016 Week 51 (see #45)». Gaon Chart (em coreano). Consultado em 15 de dezembro de 2016
  - «Gaon Download Chart 2016 Week 52 (see #64)». Gaon Chart (em coreano). Consultado em 15 de dezembro de 2016
  - «Gaon Download Chart 2016 Week 53 (see #74)». Gaon Chart (em coreano). Consultado em 5 de janeiro de 2017
  - «Gaon Download Chart 2017 Week 1 (see #90)». Gaon Chart (em coreano). Consultado em 12 de janeiro de 2017
  - «Gaon Domestic Download Chart 2017 Week 2 (see #94)». Gaon Chart (em coreano). Consultado em 1 de março de 2017
35. ↑  Cumulative sales of "Don't Wanna Cry":
  - «Gaon Download Chart May 2017». Gaon Chart (em coreano). Consultado em 7 de junho de 2017
  - «Gaon Download Chart June 2017». Gaon Chart (em coreano). Consultado em 7 de julho de 2017
  - «Gaon Download Chart July 2017». Gaon Chart (em coreano). Consultado em 10 de agosto de 2017
36. ↑  
  - «Gaon Download Chart 2017 Week 45». Gaon Chart (em coreano). Consultado em 16 de novembro de 2017
  - «Gaon Download Chart 2017 Week 46». Gaon Chart (em coreano). Consultado em 23 de novembro de 2017
  - «Gaon Download Chart 2017 Week 47». Gaon Chart (em coreano). Consultado em 29 de novembro de 2017
  - «Gaon Download Chart 2017 Week 48». Gaon Chart (em coreano). Consultado em 7 de dezembro de 2017
  - «Gaon Download Chart 2017 Week 48». Gaon Chart (em coreano). Consultado em 7 de dezembro de 2017
37. ↑  Gaon Digital Chart
  - «Love & Letter - 2016년 18주차 Digital Chart». Gaon Music Chart (em coreano). Korea Music Content Industry Association
  - «NO F.U.N - 2016년 28주차 Digital Chart». Gaon Music Chart (em coreano). Korea Music Content Industry Association
38. ↑  Billboard World Digital Songs
  - «Fronting, OMG, Rock». 26 de setembro de 2015
  - «No F.U.N, Healing, Simple, Space». 23 de julho de 2016
39. 1 2 3  2015년 38주차 Download Chart [38th week of 2015 Download Chart]. Gaon Music Chart (em coreano). p. 3. Consultado em 3 de agosto de 2016
40. ↑  2015년 38주차 Download Chart [38th week of 2015 Download Chart]. Gaon Music Chart (em coreano). p. 2. Consultado em 3 de agosto de 2016
41. 1 2 3 4 5 6  2016년 18주차 Download Chart [18th week of 2016 Download Chart]. Gaon Music Chart (em coreano). Consultado em 13 de julho de 2016
42. 1 2 3  2016년 18주차 Digital Chart [Week 18 2016 Download Chart]. Gaon Music Chart (em coreano). p. 2. Consultado em 3 de agosto de 2016
43. 1 2  2016년 07월 Digital Chart [July 2016 Download Chart]. Gaon Music Chart (em coreano). p. 4. Consultado em 10 de agosto de 2016
44. 1 2  2016년 07월 Digital Chart [July 2016 Download Chart]. Gaon Music Chart (em coreano). p. 3. Consultado em 10 de agosto de 2016
45. ↑  Shin, Dee. «deeshin.com». deeshin.com. Consultado em 17 de outubro de 2016
46. ↑  Boys Be (photobook). Seventeen. South Korea: LOEN Entertainment. 2015. Credit
47. ↑  Love & Letter (photobook). Seventeen. South Korea: LOEN Entertainment. 2016. Credit
48. ↑  Love & Letter Repackage (photobook). Seventeen. South Korea: LOEN Entertainment. 2016. Credit
49. ↑  Chamber Basement Archive Storage (17 de dezembro de 2016). «SVT Checkin». Vimeo
50. ↑  
  - Going Seventeen (photobook). Seventeen. South Korea: LOEN Entertainment. 2016. Credit
  - «SEVENTEEN – HIGHLIGHT». SUNNYVISUAL
51. ↑  «세븐틴, 'Holiday' 스페셜 영상 공개…캐럿 창단 1000일 기념 선물». HeraldCorp

1. ↑  The sales of Love & Letter and Love & Letter Repackage are combined in Oricon.
2. ↑  Credited as Seventeen but only features leaders S.Coups, Hoshi and Woozi.
3. ↑  Credited as Seventeen but only features the group's hip-hop unit.
4. ↑  Credited as Seventeen but only features the group's performance unit.
5. ↑  Credited as Seventeen but only features the group's vocal unit.